# Altre latitudini
Altre latitudini è il quinto album del cantante italiano Gianmaria Testa, pubblicato nel 2003 dall'etichetta discografica EGEA / Harmonia Mundi.

## Tracce
1. Preferisco così – 3:33
2. Il meglio di te – 2:55
3. Dentro al cinema – 3:45
4. Solo per dirti di no – 3:53
5. Tuareg – 2:45
6. Come di pioggia – 3:51
7. Veduta aerea – 3:41
8. Voce da combattimento – 3:40
9. Nient'altro che fiori – 3:35
10. Sei la conchiglia – 3:03
11. Una lucciola d'agosto – 3:13
12. Potrai – 2:02
13. 'Na stella – 3:54
14. Altre latitudini – 2:36
15. Preferisco così (strumentale) – 1:18

## Formazione
- Gianmaria Testa - voce, chitarra
- Claudio Dadone - chitarra
- Rita Marcotulli - pianoforte
- Luciano Biondini - fisarmonica
- Piero Ponzo - clarinetto, sax alto, synth
- Enzo Pietropaoli - basso, contrabbasso
- Philippe Garcia - batteria, djembè
- Fausto Mesolella - chitarra elettrica
- David Lewis - tromba
- Enrico Rava - tromba
- Giampiero Malfatto - trombone, tuba
- Gabriele Mirabassi - clarinetto
- Mario Brunello - violoncello
- Carlo De Martini - viola, violino

## Classifiche
| Paese   | Posizione raggiunta |
| ------- | ------------------- |
| Francia | 105                 |